# Evidence Classics
Evidence Classics est un label discographique français de musique classique.

## Histoire
Evidence Classics est fondé en 2013 par Nicolas Bartholomée et Emmanuel Chollet.

## Artistes
Parmi les collaborations artistiques du label, on peut citer chez les instrumentistes : François-Frédéric Guy (piano), Cyril Huvé (piano), François Chaplin (piano), Jean-Paul Gasparian (piano), Nathanaël Gouin (piano), Paloma Kouider (piano), Laurent Wagschal (piano), Atsushi Sakaï (viole de gambe), Tedi Papavrami (violon), Fanny Robilliard (violon), Gabriel Tchalik (violon), Héloïse Gaillard (flûte à bec), Violaine Cochard (clavecin), Marie Van Rhijn (clavecin), Emmanuel Ceysson (harpe), Guillaume Chilemme (violon), Bruno Philippe (violoncelle), et Pierre Bartholomée (compositeur). Parmi les chanteurs, Anna Kasyan, et parmi les ensembles, Quatuor Debussy, Ensemble Amarillis, Escadron Volant de la Reine, Ensemble Gilles Binchois, Orchestre national de Lille, et Ensemble Aleph.

## Distribution
La distribution internationale physique du label est assurée par PIAS. La distribution numérique est assurée par Idol.